# What Lies Ahead
What Lies Ahead é o primeiro episódio da segunda temporada da série de televisão de drama e horror pós-apocalíptico The Walking Dead. Ele foi originalmente exibido na AMC, nos Estados Unidos, em 16 de outubro de 2011. No Brasil, o episódio estreou em 18 de outubro do mesmo ano, no canal Fox Brasil. Foi escrito por Frank Darabont (sob o pseudônimo Ardeth Bey) e Robert Kirkman, e dirigido por Gwyneth Horder-Payton e Ernest Dickerson. Neste episódio, o protagonista Rick Grimes, interpretado por Andrew Lincoln, lidera seu grupo na rota para Fort Benning, na Geórgia, mas durante um encontro com uma manada de mortos-vivos na estrada, Sophia Peletier, vivida por Madison Lintz, perde-se do grupo e as buscas pela garota são iniciadas.
What Lies Ahead foi o último episódio escrito por Frank Darabont, que havia sido demitido da produção da série em julho de 2011. Ao contrário da primeira temporada, a maior parte das filmagens de What Lies Ahead ocorreram fora dos limites urbanos da cidade de Atlanta, sendo em sua maior parte, em Esmirna e Henry County, no mesmo estado. 
O episódio foi bem recebido pelos críticos de televisão, que afirmaram que este serviu como um forte início de temporada. Avaliações foram igualmente positivas: nos Estados Unidos, ele quebrou o recorde de série de drama mais assistida na história de TV a cabo, alcançando 7,3 milhões de telespectadores. No mundo, a média foi de uma classificação de 2.0 na maioria dos mercados de televisão.

## Enredo
Após a destruição do Centers for Disease Control and Prevention (CDC), em Atlanta, Rick Grimes (Andrew Lincoln) e os sobreviventes decidem viajar para Fort Benning. Em seu carro, Rick viaja ao lado de sua esposa, Lori Grimes (Sarah Wayne Callies), seu filho, Carl Grimes (Chandler Riggs), Carol Peletier (Melissa McBride) e sua filha, Sophia (Madison Lintz). Na RV, viaja o restante do grupo, Shane Walsh (Jon Bernthal), Dale Horvath (Jeffrey DeMunn), Andrea (Laurie Holden), Glenn Rhee (Steven Yeun), T-Dog (IronE Singleton) e Daryl Dixon (Norman Reedus). O grupo encontra um bloqueio de veículos abandonados na estrada, e a RV de Dale quebra. Dale e Glenn tentam reparar o veículo, enquanto o restante do grupo busca por comida, água e roupas.
Um grande grupo de mortos-vivos aparece à distância, o que leva os sobreviventes a buscarem abrigo sob os veículos abandonados. Andrea fica presa no banheiro da RV, onde um dos mortos-vivos adentra e passa a explorar o automóvel. Dale lhe entrega uma chave de fenda através de uma abertura no teto da RV, e Andrea usa para matar o zumbi. Enquanto isso, T-Dog corta seu braço, atraindo zumbis para sua trilha de sangue. Daryl resgata-o esfaqueando um morto-vivo, e eles se escondem sob os cadáveres nas proximidades, cujo cheiro protege-os. Lori e Carol escondem-se embaixo de um dos veículos, enquanto Carl e Sophia escondem-se embaixo de outro veículo. Dois zumbis encontram Sophia e tentam pegá-la, e ela foge em direção à floresta. Os zumbis passam a persegui-la. Rick vai atrás, recupera Sophia e deixa-a escondida em um buraco perto do leito do rio, enquanto distrai os zumbis e leva-os para longe. Depois de Rick fazer isso, ele volta para buscar Sophia, mas ela não está mais no local. Enquanto os outros do grupo continuam na estrada, Shane diz a Lori que pretende deixar o grupo por sua própria vontade. Daryl e Rick não conseguem encontrar Sophia e formam um outro grupo para procurá-la. Carol fica histérica e perturbada, acusando Rick de perder Sophia, exacerbando a culpa que ele já sente.
A busca por Sophia recomeça na manhã seguinte. Andrea discute com Dale, alegando que sua decisão de ficar com ela no CDC privou-a da escolha de acabar com sua vida em seus próprios termos. O grupo, caminhando na floresta, chega a uma igreja e mata os três zumbis que estão dentro. Depois, Carol passa a orar pedindo proteção divina à Sophia. Carol implora por perdão e pede a recuperação segura de sua filha. Andrea ouve Shane discutindo com Lori sobre seus planos de deixar o grupo, e lhe diz que está disposta a ir com ele. Enquanto a tensão aumenta, Rick questiona sua posição como líder do grupo. Ele pede a estátua de Cristo na igreja como algum sinal de que ele está a fazer as decisões corretas.
Rick, Carl e Shane descobrem um veado na floresta. Quando Carl se aproxima cada vez mais do veado, uma arma é disparada. A bala atravessa o veado e atinge o estômago de Carl. Rick freneticamente corre na direção de seu filho gravemente ferido.

## Produção
Um conceito inicial para a estreia da temporada por Frank Darabont nunca se materializou, supostamente como resultado de cortes no orçamento.
Esta ideia inicial teria sido um episódio de flashback longo - ilustrando a queda de Atlanta e centrando-se na missão de um soldado condenado que perde sua equipe. Darabont foi influenciado pelo filme de guerra americano Black Hawk Down, de 2001. O episódio teria introduzido vários personagens, incluindo Andrea, Dale e Amy (Emma Bell).
A cena final teria sido amarrada no episódio piloto, Days Gone Bye. Frank Darabont diz que o episódio mostra um soldado morrendo, escondido em um tanque, após o qual existe uma reprise tiro-de-tiro a partir do primeiro episódio da primeira temporada. Samuel Witwer, que foi escalado como o soldado para esta história de fundo que acabaria por se desdobrar, foi frustrado pela rejeição da história e questionou a necessidade de um corte de orçamento.
Em última análise, a estreia escrita e filmada começaria após os acontecimentos da temporada 1, apesar de uma breve cena de flashback de Shane e Lori testemunhando a queda de Atlanta a partir de uma distância, durante a temporada.